# Re, Vestland
Re (eller Reed) är en kyrkby och tidigare tätort i Gloppens kommun i Vestland fylke i västra Norge. Orten ligger vid Europaväg 39. Här finns Breims kyrka.
Orten utgjorde tidigare centralort i dåvarande Breims kommun i Sogn og Fjordane fylke.

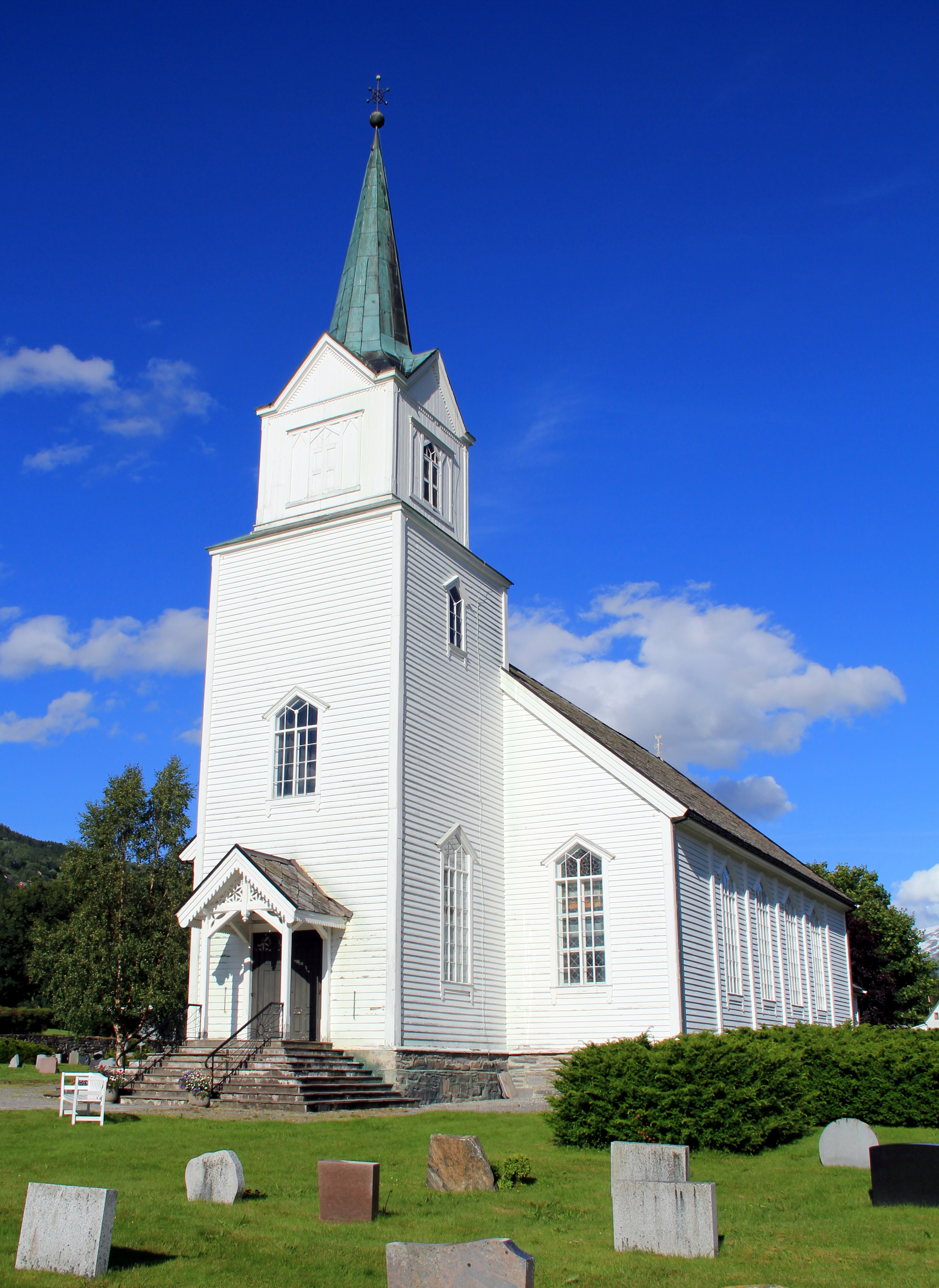
Breims kyrka.